# Musaed Neda
Musaed Neda Al-Enazi (8 de julho de 1983) é um futebolista do Kuwait.

## Carreira
Musaed Neda l representou a Seleção Kuwaitiana de Futebol na Copa da Ásia de 2004, 2011 e 2015.

## Clubes
- 2001–2004: Al Qadisiya Kuwait
- 2004–2005: Al-Wakra
- 2005– Al Qadisiya Kuwait